# Torkildsenøya
Torkildsenøya est une petite île du Svalbard dans le Détroit d'Hinlopen. Elle fait partie de l'archipel des Rønnbeckøyane. Elle est située à l'est du Cap Weyprecht.
Elle est formée de falaises de basalte atteignant 13 m d'altitude. L'île est toute en longueur et formée de quatre parties. À ses extrémités est et ouest se trouvent deux petites presqu'îles. La partie centrale de l'île semble elle-même divisée en deux parties tellement la largeur se réduit, certainement reliées par une dune à l'instar de Kiepertøya, une île de l'archipel voisine des Bastianøyane.
Les îles les plus proches sont celles de Mackøya, à l'ouest et Isaksenøya, au nord-ouest. 
L'île a été découverte en 1867 par Nils Fredrik Rønnbeck, un explorateur suédo-norvégien. 
La faune de l'île se résume principalement aux ours polaires.